# Walter Hauschild (Bildhauer)
Walter Hauschild (* 19. Januar 1876 in Leipzig; † 27. Juni 1969 in Leest) war ein deutscher Bildhauer.

## Leben

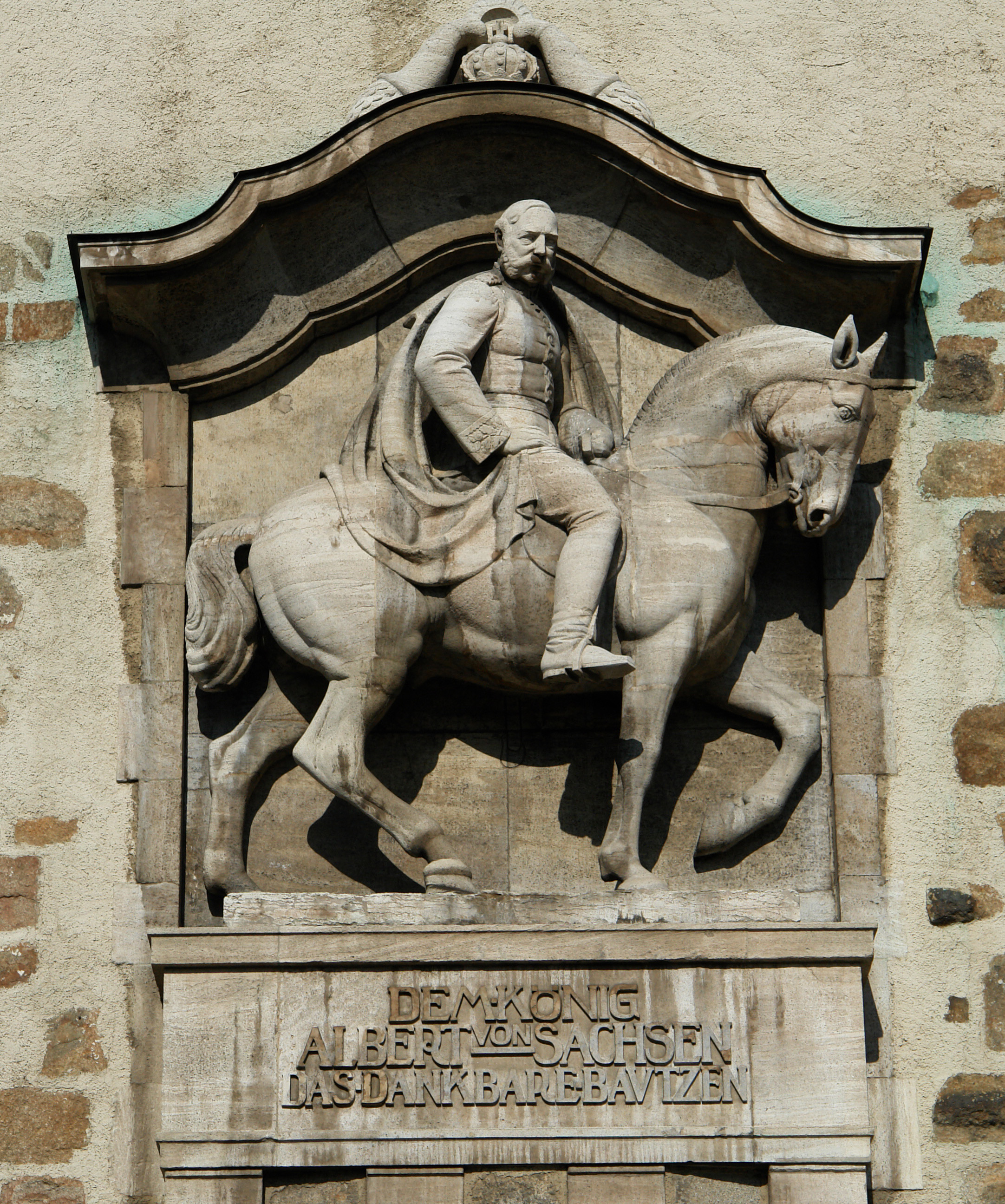
König-Albert-Denkmal in Bautzen

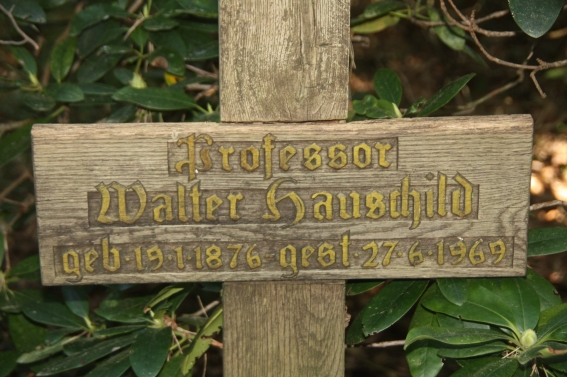
Grabtafel am Familiengrab in Stahnsdorf

Hauschild studierte an der Leipziger Kunstakademie und an der Berliner Kunstakademie. In Berlin war er von 1900 bis 1903 Meisterschüler von Reinhold Begas. Seit 1901 stellte er auf verschiedenen deutschen Ausstellungen aus, so 1906 auf der Internationalen Kunstausstellung in Bremen. Insbesondere war er zwischen 1908 und 1919 auf den Großen Berliner Kunstausstellungen als Tierbildhauer vertreten. 
In der Zeit des Nationalsozialismus war Hauschild Mitglied der Reichskammer der bildenden Künste. Er war in dieser Zeit auf mindestens neunzehn Ausstellungen vertreten, darunter 1938, 1939 und 1942 auf der Großen Deutschen Kunstausstellung in München, 1942 wurde seine Wasserträgerin bei der Großen Berliner Kunstausstellung, auf der die von den Nationalsozialisten propagierte Deutsche Kunst präsentiert wurde, für den von der Deutschen Wochenschau produzierten, ca. dreizehn Minuten dauernden propagandistischen Dokumentarfilm Sommersonntag in Berlin in Nahaufnahme gefilmt. Tierplastiken Hauschilds finden sich im Zoologischen Garten Berlin (Seelöwe), in der Dresdner Skulpturensammlung, in den Museen in Leipzig (Pinguine), in Rostock (Kämpfende Geier) und in Bautzen (Seelöwe).
Weiterhin stammen der 1908 ausgestellte „Klukenbrunnen“ (Gluckenbrunnen), das Reiterdenkmal König Alberts von Sachsen am Lauenturm in Bautzen (1913), die 1914 ausgestellte Skulptur eines Pfaus und der Entwurf für ein Gerhard-Rohlfs-Denkmal in Vegesack von ihm. Von Hauschild ausgestaltete figürliche Plastik wurde auch von der Königlichen Porzellan-Manufaktur Berlin hergestellt.
Hauschild lehrte Plastik an der Staatlichen Kunstschule in Berlin-Schöneberg, an der Lehrer für den Kunst- und Werkunterricht ausgebildet wurden. Das Berliner Adressbuch nennt in 1943 als Professor und Bildhauer in der Martin-Luther-Straße 44.
Hauschild arbeitete auch in der Sowjetischen Besatzungszone bzw. der DDR als freiberuflicher Künstler und erhielt öffentliche Aufträge, z. B. um 1954 für die Plastik Gänseliesel für die Kinderkrippe der Deutschen Post in Potsdam.
Hauschilds Grabstätte befindet sich auf dem Südwestkirchhof Stahnsdorf.

## Weitere Werke (Auswahl)
- Windspiel (Tierplastik, Bronze, 1939 auf der Großen Deutsche Kunstausstellung)[7]
- Diana mit Hund (Gips, 1939 auf der Großen Deutsche Kunstausstellung)[8]
- Kugelstoßerin (Bronze; 1942 auf der Großen Deutsche Kunstausstellung)[9]